# Paras Khadka
Paras Khadka (tiếng Nepal: पारस खडका Pāras Khaḍkā, sinh ngày 24 tháng 10 năm 1987) là 1 vận động viên cricket người Nepal. là 1 right-handed batsman và right-arm medium-fast bowler, anh đã chơi cho đội tuyển quốc gia từ năm 2004. Anh cùng đội tuyển thắng giải  2010 ICC World Cricket League Division Five và lên thi đấu ở  2010 ICC World Cricket League Division Four.

## Liên kết khác
http://www.asiancricket.org/h_0208_paraskhadka.cfm Lưu trữ ngày 14 tháng 11 năm 2009 tại Wayback Machine
1. ↑  Cricinfo profile
2. ↑  CricketArchive profile
3. ↑  Teams played for by Paras Khadka at CricketArchive